# وابی-سابی

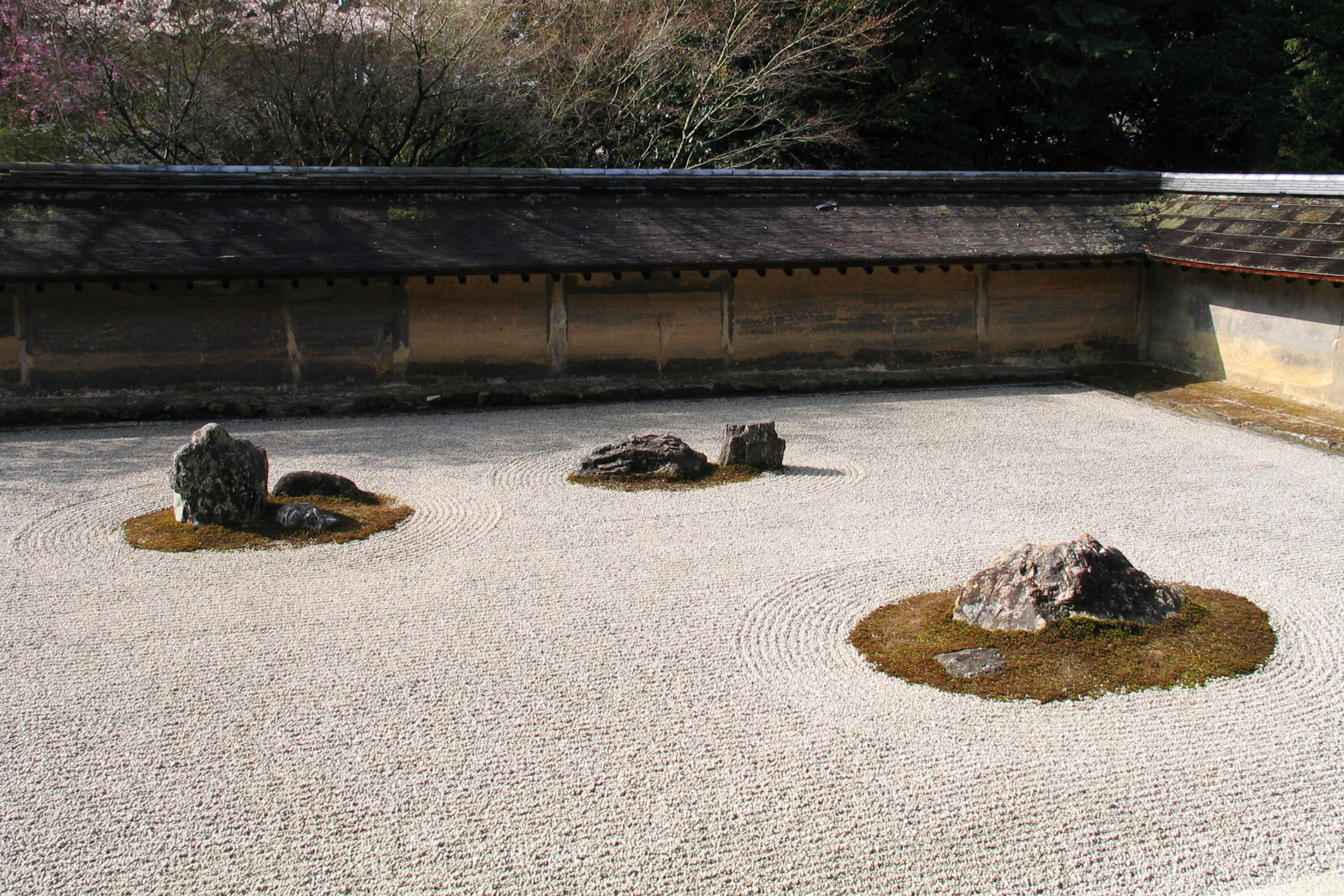
باغ صخره‌ای ژاپنی از ریوان-جی. این باغ در دوره هیگاشیاما ساخته شده است. دیوارهای گلی این باغ که در اثر گذشت زمان به رنگ قهوه‌ای کم‌رنگ و نارنجی، منعکس کننده «وابی» و باغ صخره‌ای منعکس کننده «سابی» است.

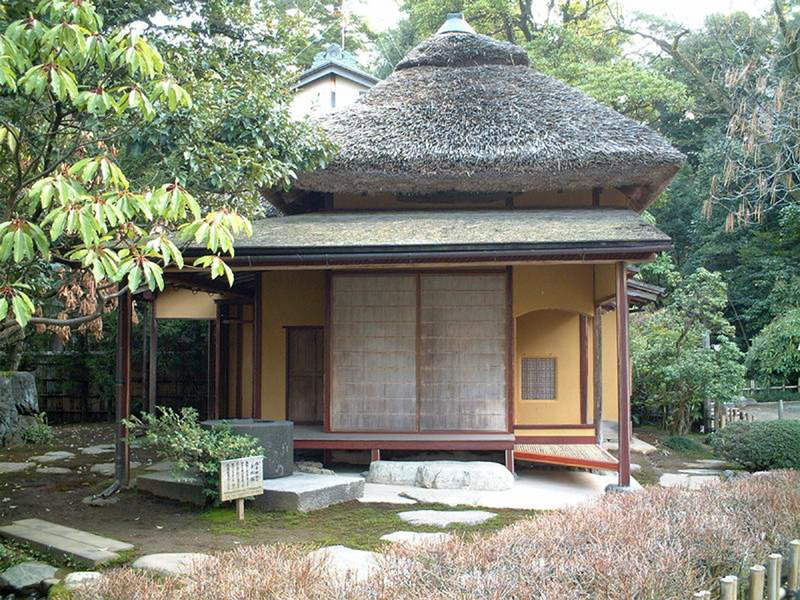
یک محفل چای ژاپنی که بازتاب‌دهندهٔ تفکر زیبایی‌شناختی وابی-سابی است. Kenroku-en (兼六園)

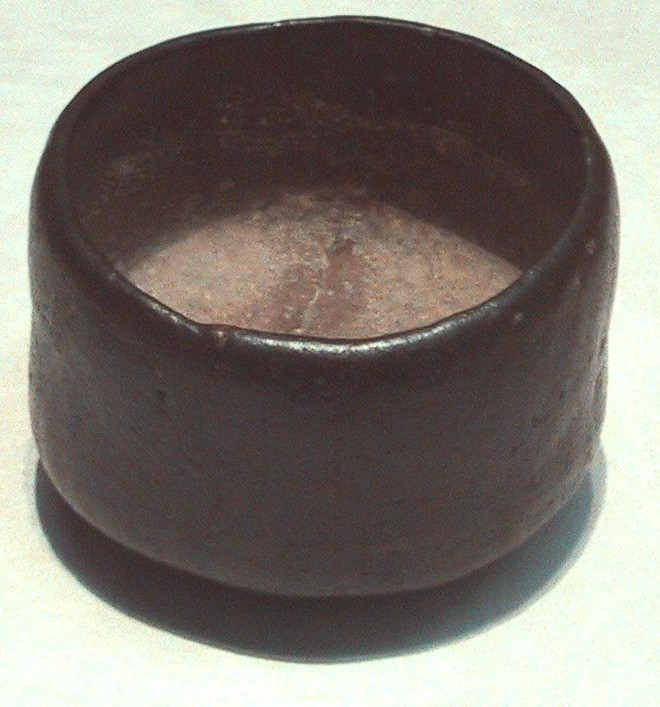
ظرف چایخوری وابی-سابی، دوره آزوچی-مومویاما، قرن۱۶ میلادی

وابی-سابی یک مفهوم در زیبایی‌شناسی سنتی ژاپنی است که یک جهان‌بینی بر پایهٔ پذیرش ناپایداری و زودگذری و پذیرش نقص‌هاست. این نوع تفکر زیبایی‌شناختی به عنوان یک نوع زیبایی «ناپایدار، ناتمام» توصیف می‌گردد. این مفهومی است که از آموزه‌های بودایی سه نشان هستی (三法印 sanbōin) به‌خصوص نپایندگی (無常 mujō)، دوکا (رنج) (苦 ku) و خالی‌بودن و نبود ضمیر (空 kū) نشات می‌گیرد.
«وابی» به معنی «ستایش و زیبا دیدن اندوه و فقر و سادگی»، و «سابی» به معنای «ستایش و زیبا دیدن پیری و کهنگی و تنهایی و دلتنگی» است. این دو اصطلاح اغلب در کنار یکدیگر و به‌صورت یک واژه (وابی‌سابی) به کار می‌روند و برای توصیف زیبایی آثاری استفاده می‌شوند که تمایل به طبیعی بودن و سادگی و بی‌پیرایگی دارند و از تفاخر و خودنمایی گریزان‌اند.
ویژگی‌های زیبایی‌شناسی وابی-سابی عدم تقارن، زبری و ناهمواری، سادگی، صرفه‌جویی، فروتنی و قدردان‌بودن نسبت به بی‌آلایشی و راستی اجزا و احکام طبیعت است.

## توضیحات
با توجه به گفته‌های لئونارد کورن وابی سابی را می‌توان این‌گونه تشریح کرد که: «برجسته‌ترین ویژگی و مشخصه زیبایی‌شناسی سنتی ژاپنی است و همان نقشی را در ارزش‌های زیبایی‌شناسانه ژاپنی دارد که آرمان‌های زیبایی‌شناختی یونانی در زیبایی و کمال غرب .» در حالی که اندرو جونیپر اشاره دارد که «برای این که بتوانیم چیزی را وابی-سابی خطاب کنیم باید نوعی احساس و یک هوس و میل روحانی به همراه داشته باشد، در آن صورت است که می‌توان گفت آن چیز وابی-سابی است.» ریچارد پاول نیز بیان می‌دارد که «وابی-سابی هر آنچه را که اعتبار و لیاقت داشته باشد می‌پروراند با علم بر این که:هیچ چیز تا ابد نمی‌ماند، هیچ چیز تمام شده نیست، و هیچ چیز کامل نیست.» نویسنده بودایی تاروگلد از وابی-سابی به عنوان «زیبایی وحکمت درون عیب و نقص» یاد می‌کند.
کلمات «وابی» و «سابی» را نمی‌توان به راحتی ترجمه نمود. «وابی» اصلاً تنها زندگی کردن در طبیعت، ترک اجتماع گفتن است; «سابی» به معنای «دلسردی» و «نحیف» یا «پژمرده» می‌باشد. در حوالی قرن ۱۴ میلادی، این معانی شروع به تغییر کردند و معانی بهتر و مثبت تری به خود گرفتند. «وابی» بر «سادگی»، «تازگی» یا «سکوت» اشاره دارد و به اشیا انسانی و طبیعی، یا وقار و زیبایی نادیده گرفته شده گفته می‌شود. همچنین به نابسامانی و نابهنجاری‌هایی که در فرایند ساخت به وجود می‌آیند و به شیء وقار و یگانگی اعطا می‌کنند گفته می‌شود. «سابی» آن زیبایی و آرامشی است که در اثر گذر زمان به دست می‌آید، هنگامی که زندگی شیء و ناپایداری و فناپذیری اشیا زنگار و ظاهر یا تعمیراتی که بر رویش اتفاق افتاده است، به نمایش گذارده می‌شود.
پس از قرن‌ها به هم پیوستگی و ترکیب هنر و تفکر بودایی که از چین تأثیر پذیرفته بود، سرانجام"وابی-سابی"خود را به عنوان یک آرمان ژاپنی به نمایش درآمد. در طول اعصار و دوران، معانی "وابی" و "سابی"تغییر یافت و سبکبارتر و امیدوارانه‌تر گشت. در حدود ۷۰۰ سال پیش، خصوصاً در میان اشرافیان و اعیان ژاپنی، درک کردن «نقص» و «پوچی» باعث افتخار بود زیرا که به عنوان اولین قدم در راه «ساتوری» یا روشنگری بود. امروزه در ژاپن، معنای «وابی-سابی» در خرد و فرزانگی در سادگی طبیعی خلاصه می‌گردد. در کتب هنری به عنوان زیبایی درون کمبود و نقص یاد می‌شود.
از نقطه نظر طراحی یا مهندسی، ممکن است از "وابی" به عنوان کیفیت ناقص و معیوب در هر شیء، و با توجه به محدودیت‌های اجتناب ناپذیر  ممکن است به عنوان تفسیر ناقص کیفیت از هر جسم با توجه به محدودیت‌های اجتناب ناپذیر در طراحی و ساخت و ساز و علی‌الخصوص موارد استفاده غیرقابل پیش‌بینی یا تغییرپذیر، نام برده می‌شود؛ و همین‌طور "سابی" را می‌توان تحت عنوان اطمینان پذیری ناکامل، یا فناپذیری تحدید شده هر شیء تفسیر کرد. از این رو از لحاظ آوایی و لغوی و در زبان ژاپنی به معنای زنگار و آلودن است. به‌طور اخص، گرچه حروف کانجی ژاپنی 錆 (سابی به معنای"زنگار") و 寂 (سابی به معنای"فوق") با هم تفاوت دارند، با توجه به معانی استفاده شده آنها، لفظ گفتاری اولیه (ماقبل کانجی، یاماتو-کوتوبا) اعتقاد بر این است که یکسان می‌باشند.
وابی‌سابی زیبایی پنهان در اشیاء و پدیده‌های ناکامل، ناقص، ناتمام و ناپایدار است. زیبایی آثار و اشیایی که بی‌جهت تظاهر به شکوه و جلال نمی‌کنند و متواضع و فروتن‌اند؛ مثل زیبایی‌ای که می‌توان در یک ظرف سفالی شکسته یا در مشتی برگ خشک خزان‌زده دید. وابی‌سابی زیباییِ کشف کردن و حس کردنِ ژرفا و غنا در چیزهای ساده و لذت بردن از زندگی در انزوا و تنهایی و سکوت است. وابی‌سابی حساسیتی زیباشناختی است که داشتن آن موجب می‌شود انسان زیباییِ اندوهناکی در ناپایدار بودن همه چیز احساس کند. این نگاه در علاقه به چیزهای مستعمل و قدیمی و فرسوده، علاقه به چیزهای کوچک و ساده و گذرا، علاقه به چیزهای ناکامل و کمال‌نیافته و علاقه به آثار ناقص و ناتمام و حتی خراب شده تجلی می‌یابد.

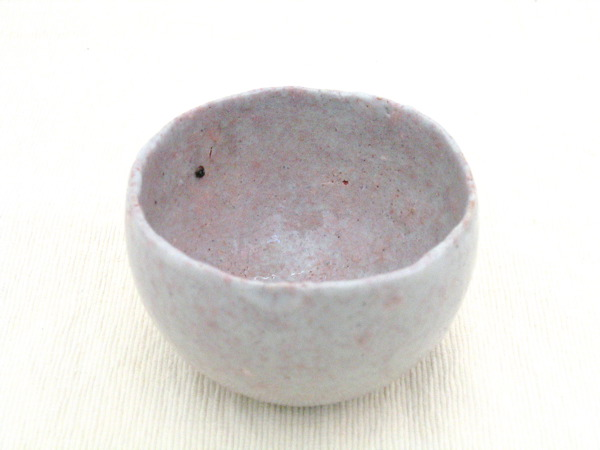
ظرف چای خوری مدرن که به سبک «وابی-سابی» ساخته شده است.

## وابی-سابی در هنرهای ژاپنی
وابی‌سابی در هر یک از هنرهای ژاپنی، با توجه به امکانات آن رشته و زبان و بیان آن، بروز و تبلوری متفاوت دارد؛ در سفالگری به ساخت ظروف ساده و بی‌ظرافت با سطوح ناصاف و رنگ‌ها و طرح‌های گریزان از خودنمایی می‌انجامد، در موسیقی به نواهای حزن‌انگیز و بی‌انسجام منجر می‌شود، در معماری به شکل فضاهای نامتقارن و کم‌نور تجلی می‌یابد و در شعر، در قالب اشعار کوتاه هایکو ظاهر می‌شود که پیوسته دلتنگی‌های جهان فانی را یادآوری می‌کند. به‌طور کلی، نشانه‌های ثابت این تفکر را می‌توان سادگی، نزدیکی به طبیعت، یادآوری بی‌اعتباری و ناپایداری دنیا و ستایش حزن و انزوا و فقر و دلتنگی عنوان کرد.

## موارد کاربرد در غرب
لئونارد کورن، طراح (متولد ۱۹۴۸ میلادی)، در سال ۱۹۹۴ کتابی را تحت عنوان «وابی-سابی برای طراحان، هنرمندان، شاعران و فیلسوفان» را منتشر کرد که به عنوان تحلیل و بررسی «وابی-سابی» آن را با آرمان‌های زیبایی شناختی غربی مقایسه کرد. طبق گفته‌های پنلوپه گرین، کتاب کورن متعاقباً «به یک موضوع گفتگو در میان فرهنگی مصرف‌گرا شد که هر لحظه مصمم از وضعیت خود اظهار ندامت می‌کرد و همچنین تبدیل به سنگ محکی برای همه طراحان شد».

برنارد لیچ، کوزه‌گر(۱۸۸۷–۱۹۷۹ میلادی)، عمیقاً تحت تأثیر زیبایی شناختی و فنون ژاپنی قرار گرفت و با کمک خانم لوسی رای و هانس کوپر جنبش زیبای شناسانه با نفوذی را در اروپا به راه انداخت.